# 内田正美
内田 正美（うちだ まさよし）は、江戸時代中期の大名。下総小見川藩の第2代藩主。小見川藩内田家5代。

## 生涯
享保20年（1735年）、初代藩主・内田正親の長男として生まれる。延享3年（1746年）、父の死去により跡を継ぎ、宝暦2年（1752年）に叙任するが、翌年5月24日に死去。享年19。実子は無く、養子の正良が跡を継いだ。

## 系譜
父母
- 内田正親（父）
- 水野忠定の娘（母）

養子
- 内田正良 ー 内田正記の次男